# Convair F-106 Delta Dart
El Convair F-106 Delta Dart fue un avión interceptor todo tiempo de la Fuerza Aérea de los Estados Unidos (USAF), el principal desde la década de 1970 hasta los años 80. Diseñado a partir del F-102 Delta Dagger, bajo el apodo de «Interceptor Definitivo», realmente se convirtió en el último modelo dedicado para misiones de interceptación en la USAF, debido a que en las siguientes décadas, las aeronaves multimisión reemplazaron a este tipo de aeronaves especializadas en un único tipo de misión. Fue retirado gradualmente durante los años ochenta, a pesar de que la aeronave, en su versión QF-106 teledirigida, siguió utilizándose como blanco de entrenamiento hasta 1998.

## Diseño y desarrollo

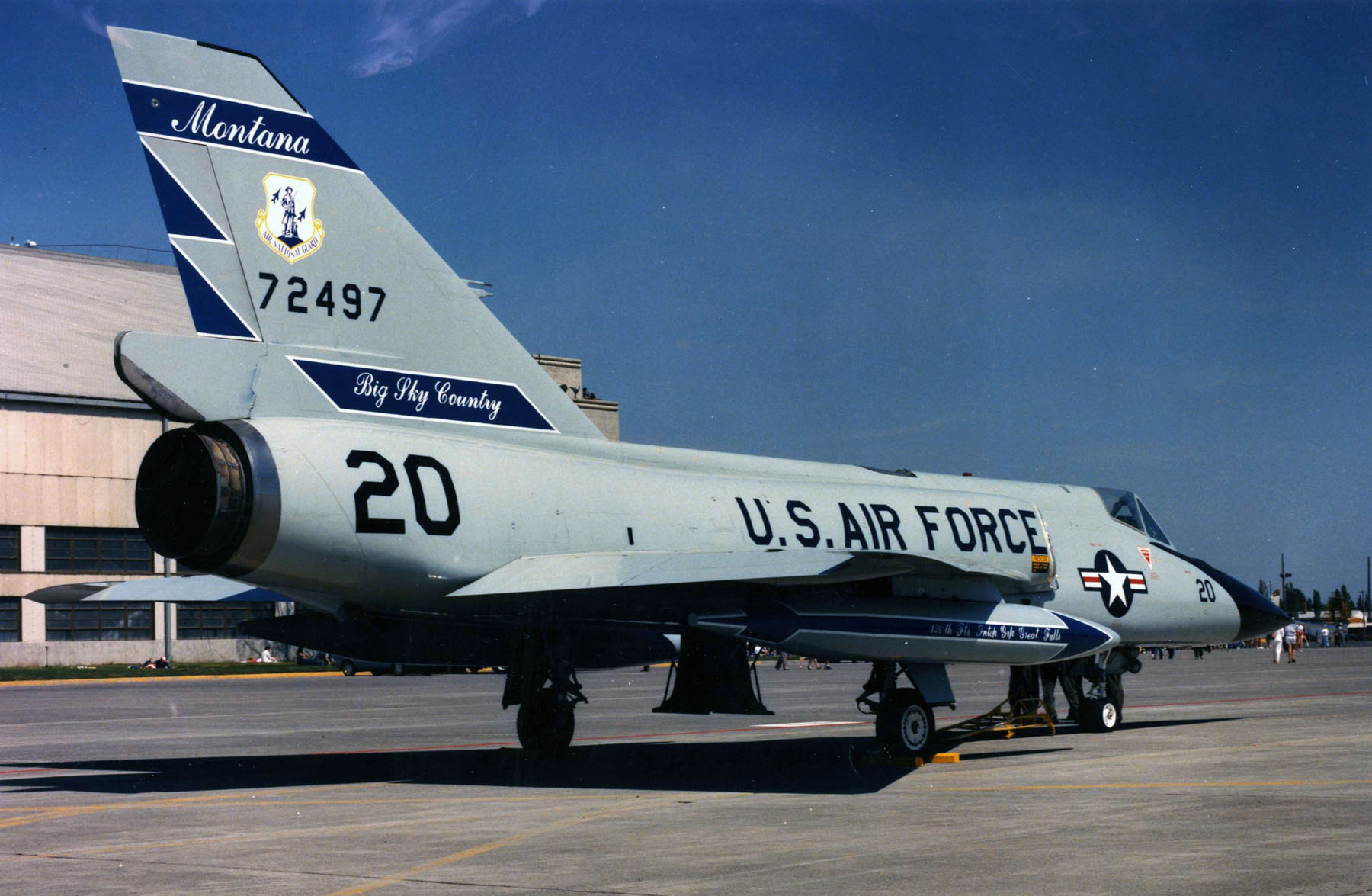
Un F-106A del Montana ANG visto desde atrás

En la década de 1950, cuando una buena parte de la opinión pública se pronunciaba por el abandono del interceptor pilotado en favor de los sistemas de defensa con misiles dirigidos antiaéreos, que habían experimentado un extraordinario impulso en su desarrollo, la Fuerza Aérea estadounidense permaneció, no obstante, fiel al avión interceptor clásico, como demostró con la incorporación a sus efectivos de defensa aérea del Convair F-102 Delta Dagger, primer avión de ala en delta por ella adoptado, y del Lockheed F-104 Starfighter (conocido como el misil con piloto), aparatos ambos nucleares, y sobre todo el primero de ellos, más que aviones de caza propiamente dichos, parecían ser plataformas de lanzamiento para misiles dirigidos. El F-102 fue, de hecho, el primer caza operacional de la USAF armado solamente con misiles y cohetes, para superioridad aérea y combate a alta velocidad y altitud.
Durante 1955 y bajo la designación de F-102B (Air Defence Weapon System WS 201 B), fue desarrollada en la División Convair de General Dynamics de San Diego, California, la proyectada en principio como segunda versión del F-102, pero tantas y tan profundas fueron las transformaciones incorporadas al diseño base, pese a conservar muchos elementos comunes, que el resultado fue un avión totalmente nuevo al que se asignó la nueva denominación de F-106 Delta Dart.

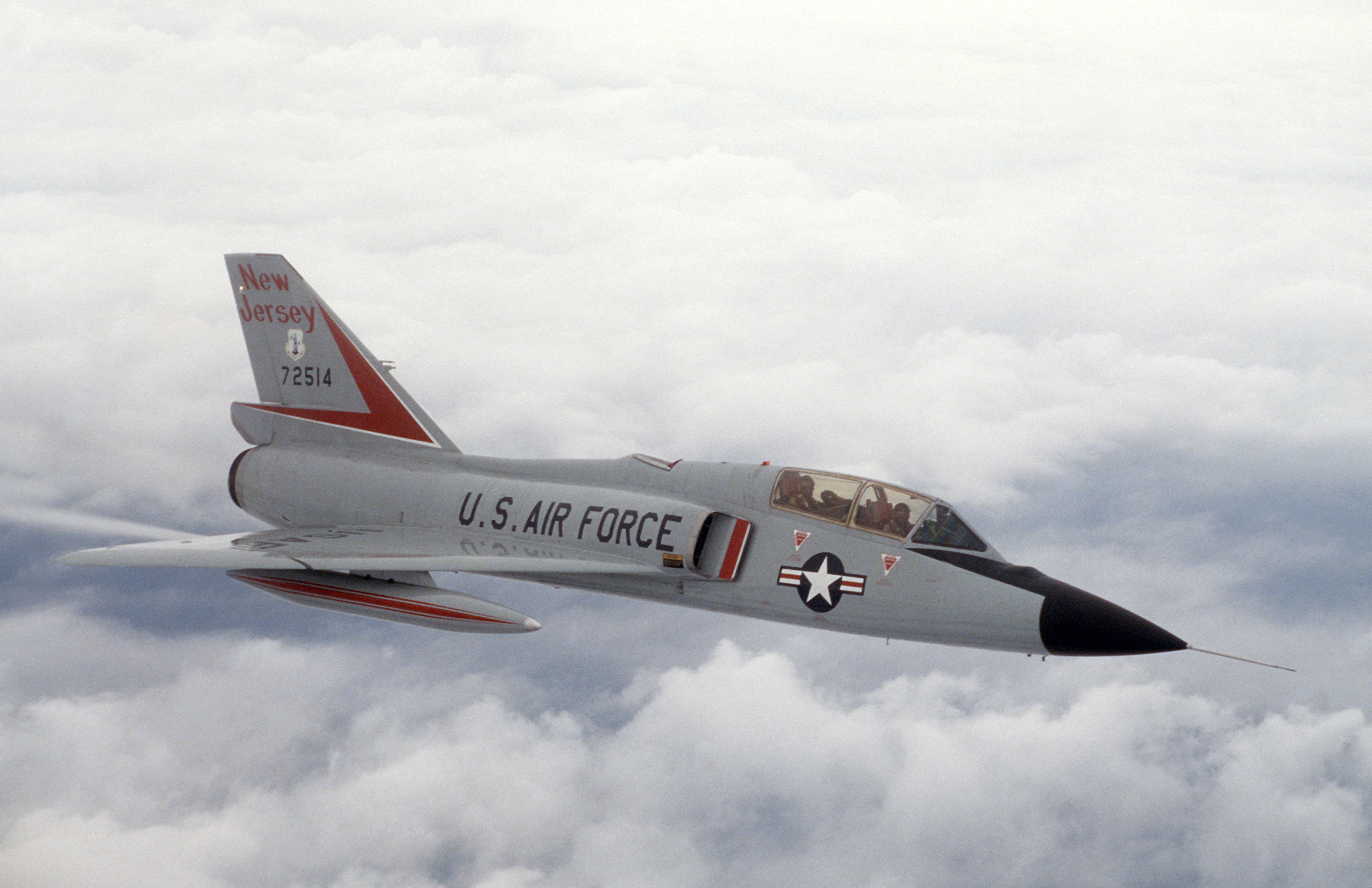
Una variante de entrenador de dos asientos F-106B de la Guardia Nacional Aérea de Nueva Jersey

Entre las modificaciones externas más apreciables, figuraban una nueva deriva de mayor superficie, que dejaba de ser triangular para adoptar forma trapezoidal, con flecha en los bordes de ataque y de fuga, y unas más amplias tomas de aire, retrasadas y en posición más alta con respecto a las del anterior F-102 Delta Dagger.
El fuselaje fue reestructurado a partir de la cabina, resultando más fino y alargado para acomodar al motor Pratt & Whitney J75-P-17 de flujo axial, un 50% más potente (7800 kg de empuje normal y 11 100 kg con posquemador).
El montaje del motor en la porción final del fuselaje permitió obtener para éste una más depurada línea de acuerdo con la regla del área para lograr la velocidad supersónica. Bajo la deriva, y como prolongación del fuselaje, se encontraba el freno aerodinámico, de tipo vulva, y también el paracaídas de frenado en el aterrizaje.
Una particularidad que se apunta el F-106 es la de ser el primer avión de combate de la USAF provisto de un gancho de frenado para reducir su carrera en pista.

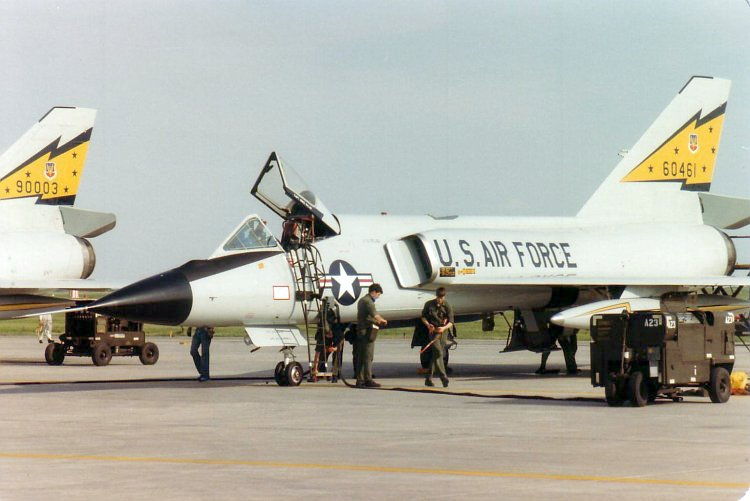
F-106A Delta Darts de 5 FIS en la base aérea canadiense de Moose Jaw en 1982

El ala del Delta Dart es sustancialmente la misma del Convair F-102 Delta Dagger; un plano de tipo delta de fino perfil con flecha de 60° en su borde de ataque, con los extremos revirados para reducir la resistencia a velocidades transónicas. Cada semiala presenta dos aletas canalizadoras y, a lo largo de casi todo el borde de salida, elevones que combinan los mandos de alabeo y profundidad. Finalmente, de nuevo diseño era también la pata delantera del tren de aterrizaje, dotada ahora de doble rueda.
Pero si notables eran los cambios externos, que conferían al avión una nueva semblanza, más importantes fueron las mejoras introducidas en cuanto a equipos se refiere, que hacían del F-106, al ser equipado con el sistema electrónico más avanzado en la fecha de su aparición, el interceptor más complejo del mundo, lo que convirtió a este aparato en el eje del Mando de Defensa Aérea de la USAF, condición que siguió manteniendo hasta la entrada, a partir de 1975, del nuevo caza McDonnell Douglas F-15 Eagle.
Equipado con el sistema de control Hughes MA-1, control automático de vuelo y enlace de datos, cuyo cerebro es el Digitair, resulta un caza controlado de forma totalmente automática, donde el piloto, nada más despegar y retraer el tren de aterrizaje, pone el avión en manos de los radares TACAN de interceptación en tierra o hace funcionar los mandos de vuelo automático, no necesitando volver a tocar los controles hasta el momento de la operación de aterrizaje.
El piloto automático puede ser utilizado tanto para la navegación como para el combate, pues cuando el avión se encuentra a la distancia adecuada, el Digitair, con base en los datos suministrados por el radar, calcula cuándo deben dispararse los misiles. El equipo electrónico representa un 30% del valor total del avión completo.
Al igual que el F-102, el Delta Dart carece de armamento automático. En la bodega interna, para no oponer resistencia al avance, porta diversas combinaciones de misiles aire-aire como pueden ser, por ejemplo, la formada por cuatro Hughes AIM-4E (GAR-3) de guía por radar, o cuatro Hughes AIM-4F (GAR-4) Falcon de guía infrarroja y un Douglas AIR-2A Genie, o AIR-2B Super Genie de carga nuclear, o seis Falcon y 24 cohetes de 2,75 pulgadas (70 mm).

## Historia operacional

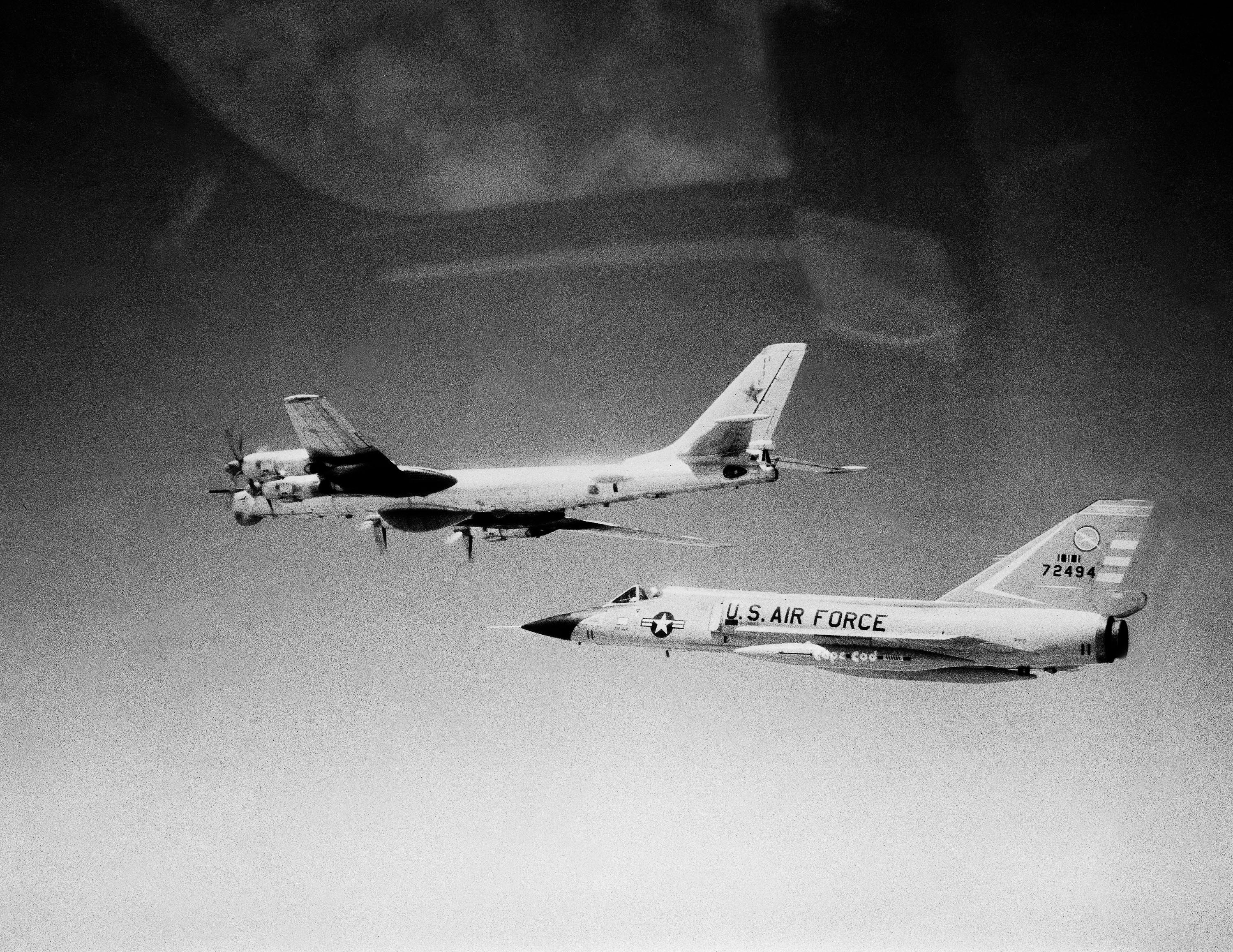
Un Tu-95 soviético es interceptado por un F-106A frente a Cabo Cod en 1982

El primero de diecisiete aviones F-106A (Model 8-24), numerados 56-451 a 467 en el registro de la USAF y destinados a pruebas y desarrollo, fue volado el 26 de diciembre de 1956. Este aparato despegaba de la Base Edwards de la Fuerza Aérea pilotado por R.L. Johnson, piloto jefe de pruebas de Convair. En este primer despegue el avión estaba desprovisto del voluminoso sistema MA-1, por lo que el morro se lastró con su equivalente en peso para conservar la posición del centro de gravedad.
En líneas generales, el programa de vuelos de pruebas fue un éxito. No sólo se cumplieron casi todas las predicciones de velocidad y cota máxima, sino que además la maniobrabilidad resultó ser mejor que la del F-102, a pesar de que la masa del nuevo avión era mayor; gran parte del incremento de peso se debía a que la capacidad interna de combustible había crecido desde los 4050 litros originales a 5450 litros.
La provisión de fondos de 1957 permitió la adquisición de 6 lotes de aviones de serie, que fueron seguidos por el primer ejemplar de una nueva versión biplaza en tándem, la F-106B. Aparecido en junio de 1957, esta versión recibió la denominación Model 8-27 de la compañía y fue prevista como un entrenador de doble mando con plena capacidad operativa.

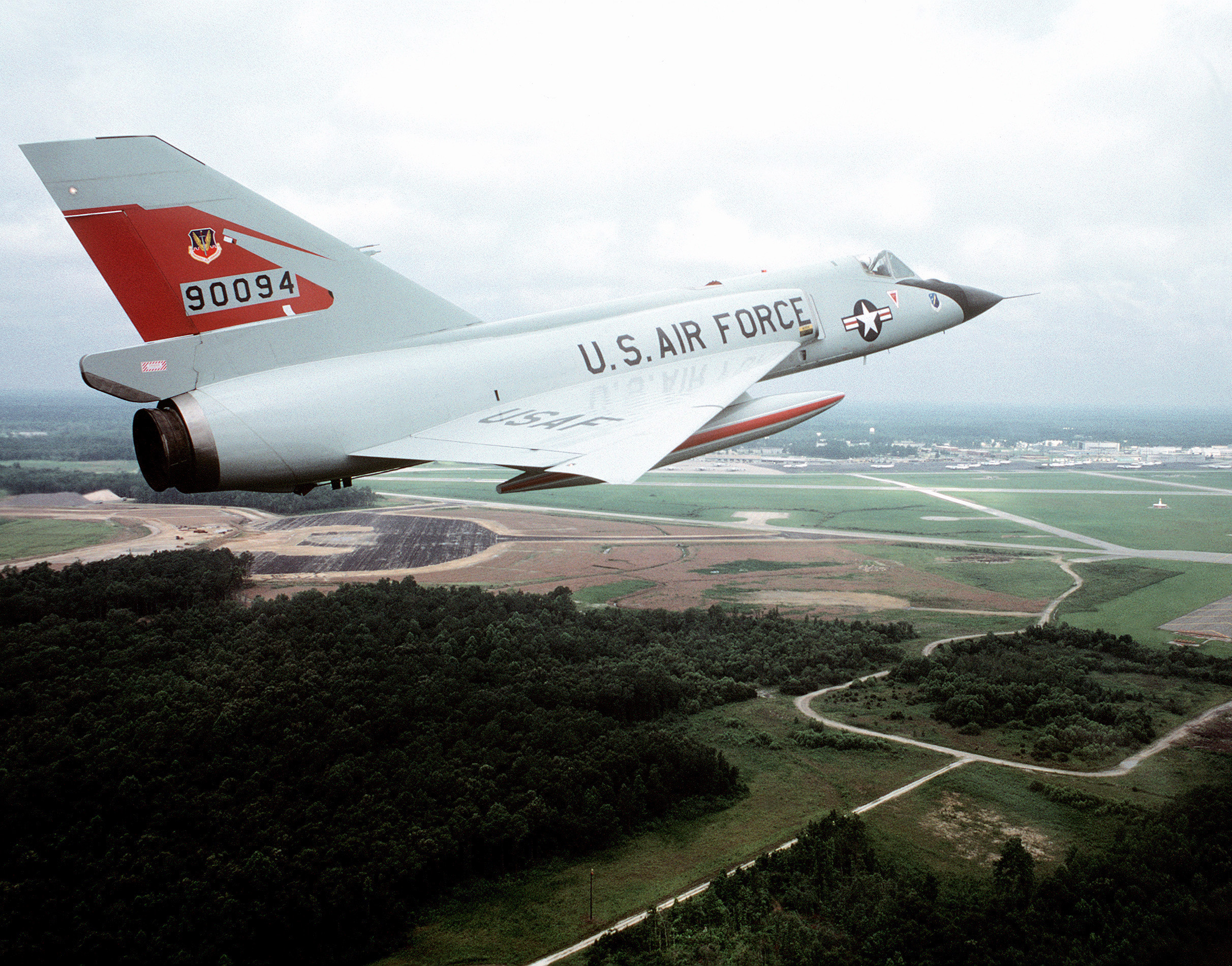
Un F-106A del 87.º FIS sobre la base aérea de Charleston, en 1982.

El primer F-106B voló el 9 de abril de 1958, fecha por la que ya lo hacían los primeros F-106A de serie. Las entregas al Mando de Defensa Aérea (más tarde, de Defensa Aeroespacial) comenzaron en mayo de 1959; la primera unidad declarada operacional con el Dart fue el 539º Escuadrón de Caza de Interceptación, en junio de 1959. Otros dos escuadrones fueron autorizados a operar con el Dart a finales de año; el F-106A acabó equipando 13 escuadrones, es decir, casi la mitad de los efectivos del Mando de Defensa Aérea. Cada escuadrón recibió unos pocos (casi siempre cuatro) F-106B, entregados en paralelo con los monoplazas. Pero el total combinado de 340 ejemplares de ambos modelos previsto para sustituir a los F-102A, no se completó hasta la disminución de efectivos del Mando a finales de los años sesenta.
En servicio, el Dart, apodado Six, satisfizo las necesidades de la USAF y de sus pilotos, ya que se trataba de un avión de agradable pilotaje y probada fiabilidad.
Debido en parte a las exigencias de las misiones de defensa puntual encomendadas al Mando de Defensa Aeroespacial, no fue hasta el cabo de 11 años que se descubrió el potencial del Dart para misiones de combate cerrado; muchos pilotos de la USAF consideran todavía al Dart como el mejor avión de combate aéreo de cualquier tipo en el inventario estadounidense hasta la llegada del F-15.

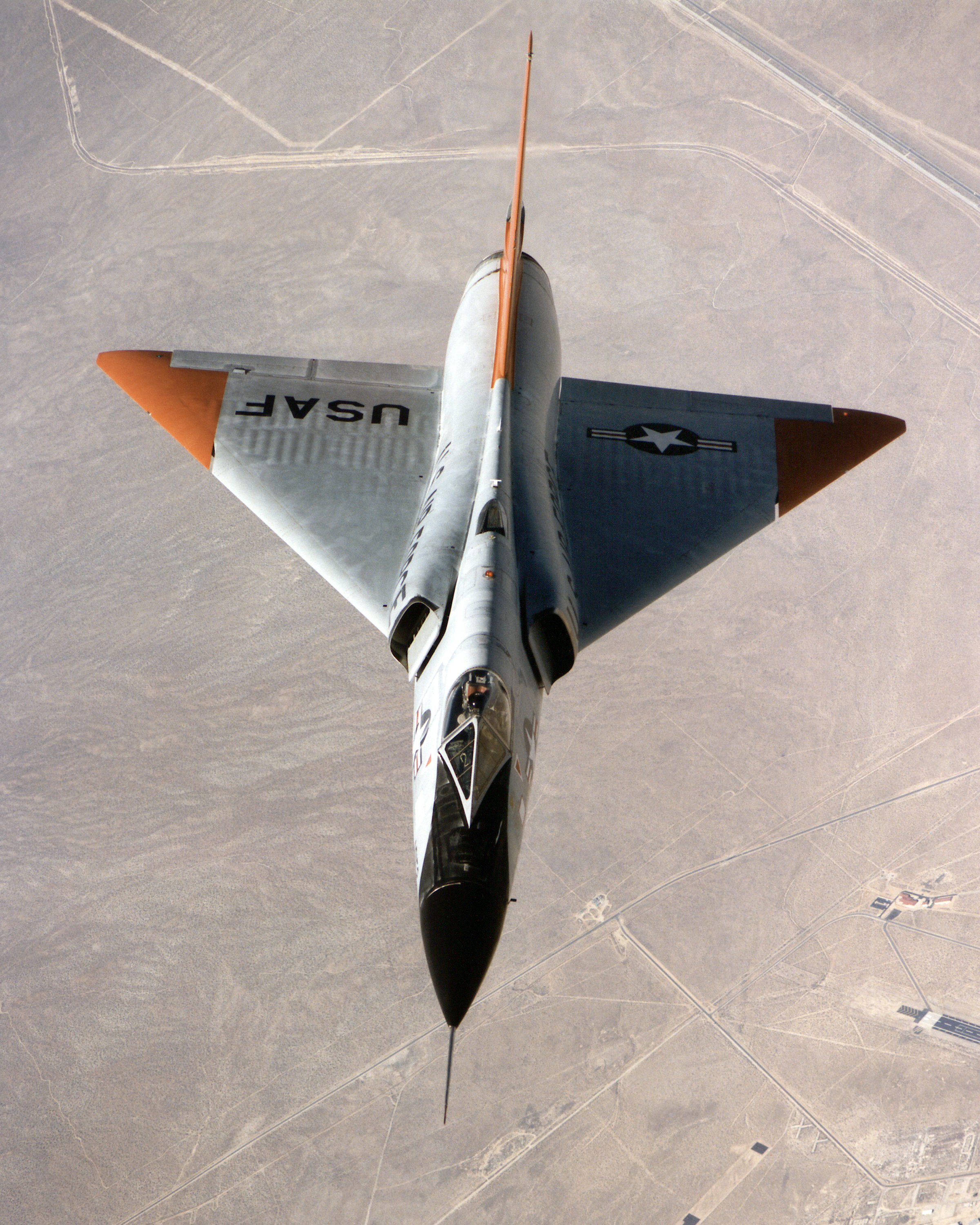
Un QF-106 Delta Dart de la NASA del programa Eclipse muestra su fuselaje que cumple la Regla del área

Las mejoras de los aviones en servicio comenzaron en 1960, muchas modificaciones interesaron al radar y a su sistema de presentación, que quedó desfasado al poco tiempo por instalaciones más modernas. En 1964 se introdujo un nuevo asiento eyectable más adecuado para lanzamientos a velocidades supersónicas. Por esas fechas se adoptaron depósitos subalares mejorados, cuya capacidad pasó de 870 a 1370 litros y cuyas características permitían utilizarlos a velocidades superiores a Mach 1. Con los depósitos instalados, la relación de alabeo quedaba restringida a 100º por segundo.
Uno de los cambios principales, en 1969, fue la evaluación de un cañón M61A-1 de 20 mm en la sección delantera de la bodega de armas, lo que significaba la claudicación final ante el axioma de que un caza debía contar con capacidad de combate cercano. Este cañón formaba parte del programa Sixshooter y empezó a equipar a los aviones operativos en 1973. Además del cañón, el Dart vio aumentada su capacidad con la adopción de un visor computerizado de tiro, controles digitales de vuelo y enlace de datos con las plataformas AWACS.
Las misiones de entrenamiento en las denominadas ACT (Tácticas de Combate Aéreo) comenzaron en 1968: en los años setenta, los pilotos de los Dart reconocían que podían desenvolverse perfectamente en cualquier condición de combate, contra cualquier oponente y sin importar a qué cota de vuelo.
En 1957 faltó poco para que el programa del Dart fuese completamente cancelado. Pratt & Whitney tenía problemas con el motor, las prestaciones del avión no estaban a la altura necesaria, el sistema MA-1 estaba cribado de cortapisas y algunos expertos de la USAF veían con buenos ojos la doctrina británica del "se acabaron los cazas tripulados". Estos y otros motivos forzaron a que la producción del Dart fuese bastante exigua, lo suficiente para que después se echara en falta una mayor profusión de interceptores de su clase.
El 15 de diciembre de 1959, un F-106A de serie estableció un nuevo récord mundial absoluto de velocidad con 2455,74 km/h, pilotado por el mayor Joseph W. Rogers. Este evento reavivó el interés de la USAF por el avión, pero no en el grado suficiente, de modo que el Six sigue siendo uno de los cazas más desperdiciados con los que ha contado la USAF.
Debido a la aparición de misiles tácticos con más precisión y aviones de combate polivalentes de diseño multipropósito, estos aviones supersónicos de largo alcance con ala en delta quedaron obsoletos y no se continuó con su desarrollo, debido a su función muy específica de vuelo supersónico; pero recientemente, con los acuerdos de limitación de armas estratégicas START II entre Rusia y Estados Unidos, se ha iniciado un nuevo programa de diseño y desarrollo para la construcción de nuevos aviones supersónicos de largo alcance, que volarán en el siglo XXI.

## Variantes

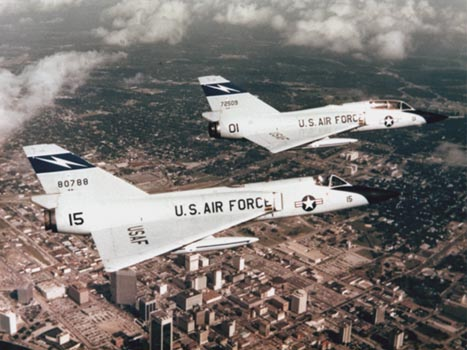
F-106A (frente) y F-106B (al fondo).

F-102B
Designación original del F-106A (Model 8-24).
F-106A
Monoplaza estándar; 277 aparatos en total.
F-106B
Model 8-27, después Model 8-32; entrenador biplaza con capacidad de combate.
NF-106B
Dos F-106B biplaza empleados temporalmente por la NASA en pruebas de desarrollo de sistemas.
F-106C
Versión no construida.
F-106D
Versión biplaza del F-106C, no construida.
F-106X
Versión no construida.
F-106E
Versión no construida.
F-106F
Versión biplaza del F-106E, no construida.
QF-106A
Versión de blanco aéreo de entrenamiento, capaz de ser volada tanto por un piloto como teledirigida.
F-106 RASCAL Project
Versión no construida. Habría sido un lanzador de satélites de bajo coste.

## Operadores
Estados Unidos
- Fuerza Aérea de los Estados Unidos

## Especificaciones (F-106A)
Referencia datos: Quest for Performance

### Características generales
- Tripulación: Uno (piloto)
- Longitud: 21,6 m (70,7 ft)
- Envergadura: 11,7 m (38,3 ft)
- Altura: 6,2 m (20,3 ft)
- Superficie alar: 61,52 m² (ala original), 64,57 m² (Conically-Cambered Wing)
- Perfil alar: NACA 0004-65 mod en raíz y punta
- Peso vacío: 11 077 kg (24 413,7 lb)
- Peso cargado: 15 670 kg (34 536,7 lb)
- Planta motriz: 1× turborreactor con postcombustión Pratt & Whitney J75-P-17.
  - Empuje normal: 109 kN (11 115 kgf; 24 504 lbf) de empuje.
- Coeficiente de resistencia de sustentación nula: 0,0083
- Área de resistencia: 0,54 m²
- Alargamiento alar: 2,10

### Rendimiento
- Velocidad máxima operativa (Vno): 2455 km/h (1526 MPH; 1326 kt) (Mach 2,3)
- Alcance en combate: 2900 km (1566 nmi; 1802 mi)
- Alcance en ferry: 4300 m (14 108 ft)
- Techo de vuelo: 17 000 m (55 774 ft)
- Régimen de ascenso: 150 m/s (29 527 ft/min)
- Carga alar: 255 kg/m² (52,2 lb/ft²)
- Empuje/peso: 0,71
- Relación sustentación a resistencia: 12,1
- Tiempo a altitud: 6,9 min a 16 065 m

### Armamento
- Cañones: 

  - 1x M61 Vulcan con seis cañones rotativos de 20 mm
- Misiles: 

  - 2× AIM-4F Falcon
  - 2× AIM-4G Falcon
  - 1× Cohete nuclear AIR-2 Genie o misil AIM-26 Falcon

## Aeronaves relacionadas

### Desarrollos relacionados
- Convair XF-92
- F-102 Delta Dagger
- Convair Kingfish

### Aeronaves similares
- Avro Canada CF-105 Arrow
- Republic F-105 Thunderchief
- Convair B-58 Hustler
- Dassault Mirage IV
- Dassault Mirage III
- IAI Kfir
- English Electric Lightning
- BAC TSR-2
- Saab 35 Draken
- Saab 37 Viggen
- Mikoyan-Gurevich MiG-21
- Sukhoi Su-11
- Sukhoi Su-15
- Túpolev Tu-28

### Secuencias de designación
- Secuencia Numérica (interna de Convair): ← 5 - 6 - 7 - 8/8-24 - 9 - 11 - 21 →
- Secuencia F-_ (Cazas (Fighter) del USAAC/USAAF/USAF, 1924-1962): ← XF-104/F-104 - F-105 - XF-106 - F-106 - YF-107 - XF-108 - XF-109 →